# Club León Fútbol Club (femminile)
Il Club León Femenil, noto semplicemente come León, è una squadra di calcio femminile messicana, sezione del Club León Fútbol Club, società con sede nella città di León, nello stato federato del Guanajuato. Milita in Liga MX Femenil, la massima serie del campionato messicano di categoria, e disputa le partite interne all'Estadio León, impianto dalla capienza di 31 297 posti.

## Storia
La squadra è stata creata nel maggio 2017 come controparte femminile del Club León della Liga MX,1 e il León è diventato uno dei club fondatori del nuovo campionato di calcio.
Il 29 luglio 2017 si è giocata la prima partita da professionista della squadra, in cui le Leonesas' sono state sconfitte per 2-1 dal Santos Laguna.
Nel Torneo Clausura 2019, la squadra ha giocato la sua prima liguilla, perdendo ai quarti di finale contro l'América.

## Organico

### Rosa 2022-2023
Rosa, ruoli e numeri di maglia come da sito ligafemenil.mx, aggiornati al 15 luglio 2023.
| N. |                       | Ruolo | Calciatore                  |
| -- | --------------------- | ----- | --------------------------- |
| 1  | Messico (bandiera)    | P     | Ángeles Martínez            |
| 2  | Messico (bandiera)    | D     | Vanesa López                |
| 3  | Messico (bandiera)    | D     | Karen Gómez                 |
| 4  | Messico (bandiera)    | D     | Mitzi Martínez              |
| 5  | Messico (bandiera)    | D     | Brenda Díaz                 |
| 6  | Argentina (bandiera)  | D     | Sophia Braun                |
| 7  | Messico (bandiera)    | C     | Madeleine Pasco             |
| 8  | Messico (bandiera)    | C     | Lucero Cuevas               |
| 9  | Messico (bandiera)    | C     | Briana Woodall              |
| 11 | Messico (bandiera)    | A     | Lizbeth Ángeles             |
| 12 | Costa Rica (bandiera) | C     | Lixy Rodríguez              |
| 13 | Messico (bandiera)    | C     | Vidalia Abarca              |
| 14 | Messico (bandiera)    | A     | Daniela Calderón (capitano) |
| 16 | Messico (bandiera)    | A     | Mayalu Ann Rausch           |

| N. |                      | Ruolo | Calciatore         |
| -- | -------------------- | ----- | ------------------ |
| 17 | Messico (bandiera)   | C     | Marypaz Barboza    |
| 18 | Messico (bandiera)   | C     | Yazmin Álvarez     |
| 19 | Messico (bandiera)   | D     | Blanca Muñóz       |
| 21 | Messico (bandiera)   | C     | Alexa Hernández    |
| 22 | Messico (bandiera)   | C     | África Guerrero    |
| 23 | Messico (bandiera)   | P     | Zoé Aguirre        |
| 25 | Messico (bandiera)   | P     | Renatta Cota       |
| 26 | Messico (bandiera)   | C     | Alexandra Ynurreta |
| 28 | Argentina (bandiera) | C     | Ruth Bravo         |
| 29 | Messico (bandiera)   | C     | Romina Díaz        |
| 30 | Messico (bandiera)   | D     | Isabela Esquivias  |
| 31 | Messico (bandiera)   | C     | Marlyn Campa       |
| 32 | Messico (bandiera)   | D     | Ana Campa          |
| 33 | Messico (bandiera)   | A     | Yashira Barrientos |